# Кото, приносящее радость

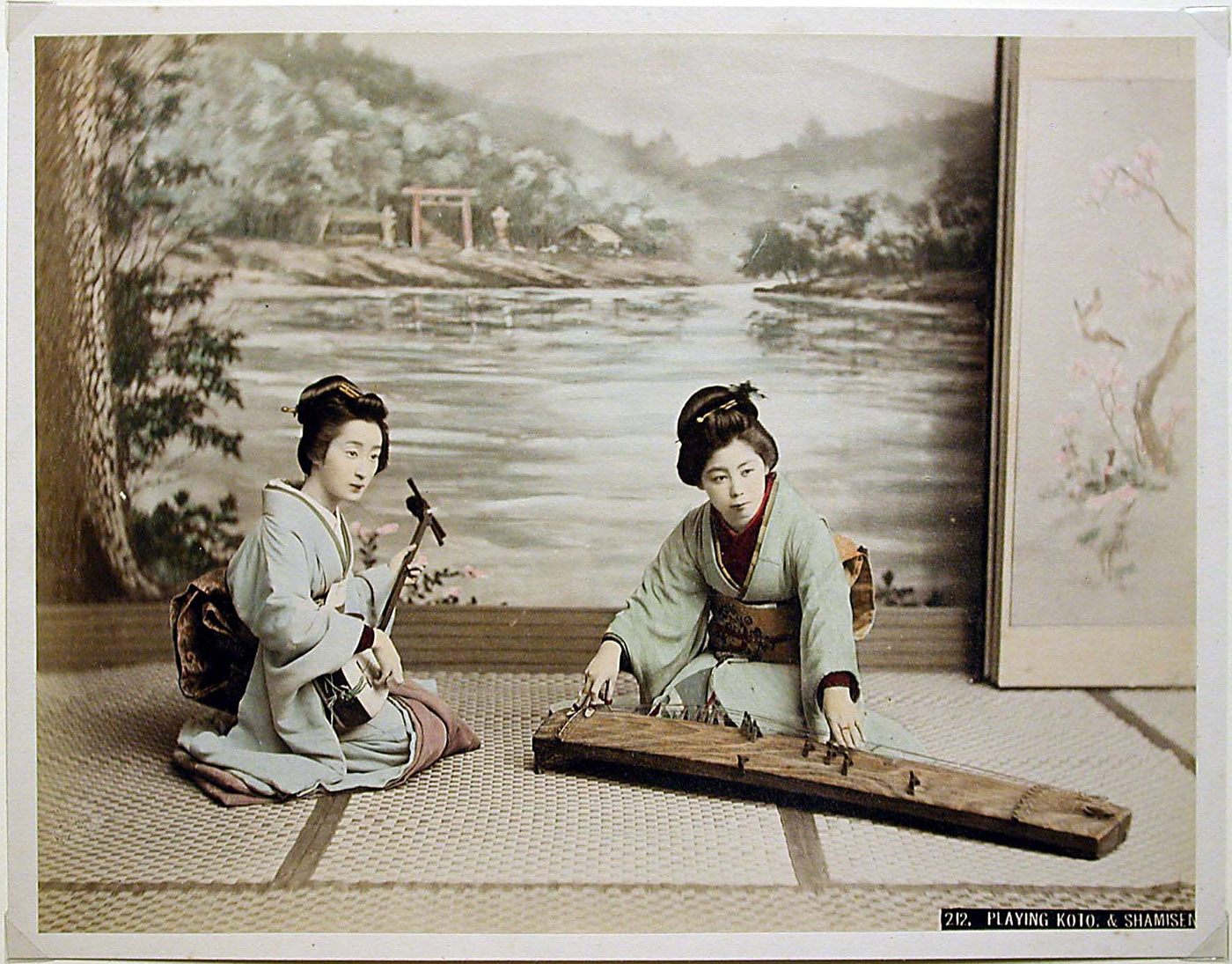
Игра на сямисэне и кото

«Ко́то, приносящее радость» (яп. 喜びの琴 ёрокоби но кото, также известно как «Кото радости») — пьеса Юкио Мисимы, попытка постановки которой привела к крупному кризису в театре Бунгакудза и уходу из театра самого́ Мисимы и многих других.

## Сюжет
Главными героями пьесы являются уважаемый полицейский Мацумура и его подчинённый Катагири, преклоняющийся перед своим начальником. Полиция расследует неназванный эпизод крушения поезда, на котором ехал премьер-министр, при этом не допуская, чтобы среди подозреваемых оказывались националисты. Общественность уверена в политической подоплёке дела и сфабрикованности обвинений; на улицах идут антиправительственные демонстрации коммунистов. Однажды в полицейском участке, где работает Катагири, молодой полицейский рассказывает, что, стоя на посту, слышал, как кто-то играет на кото, чем вызывает смех коллег, уверенных, что в шуме демонстраций кото не разобрать.
Вскоре Мацумуру обвиняют в тайном участии в коммунистическом движении и организации аварии с целью подставить «правых», что ошеломляет Катагири. Он теряет расположение к начальнику, и не меняет мнения, даже узнав, что обвинение подстроено. Система ценностей Катагири разрушена, вера в авторитет подорвана. На следующем дежурстве Катагири, окружённый демонстрантами, слышит мелодию кото. Катагири осознаёт, что Мацумура использовал его. Вопрос о том, играет ли кото в воображении полицейских, или это знак просветления, или это действительно звучащая на улице музыка, Мисима оставлял открытым.

## История создания
Мисима много лет сотрудничал с театром Бунгакудза и был близким другом актрисы Харуко Сугимуры. С начала 1960-х годов Мисима стал всё сильнее склоняться в сторону национализма, в то время как в театральных кругах поддержка «правых» практически отсутствовала.
К новому 1964 году Юкио решил написать пьесу по мотивам «дела Мацукавы» — крушения поезда JNR Class C51 на линии Тохоку между станциями «Мацукава» и «Канаягава». Трое членов паровозной бригады погибли. Причиной крушения называли ослабление креплений полотна. Судебному преследованию подвергли двадцать членов профсоюзов, среди которых многие состояли в Коммунистической партии. Пятеро были повешены, ещё пятеро получили пожизненное заключение, остальные были отправлены в тюрьму на меньшие сроки. Суд над членами профсоюза зачастую характеризуется как преследование «левых». Позже Мисима заявлял о том, что одобряет действия «правых», предположительно подстроивших крушение, и поддерживает Путч молодых офицеров.
Пьеса была завершена в 1963 году (опубликована в мае 1964). Обычно к Новому году театр Бунгакудза ставил лёгкие пьесы, но Мисима решил отклониться от традиции. «Кото, приносящее радость» нередко называют антикоммунистической драмой (яп. 反共劇 ханкё:гэки). Изначально руководство театра пришло к выводу, что пьеса не несёт политического подтекста, а посвящена исследованию связи отношения к человеку и к его политическим взглядам. «Левые» актёры отказались играть в «Кото радости». Актриса Харуко Сугимура, звезда и одна из соосновательниц театра, исполнявшая обязанности его художественной руководительницы, в тот момент была в отъезде. Вернувшись, Сугимура отменила постановку, мотивировав это политическими причинами.
25 ноября Мисима объявил об уходе из Бунгакудза и написал открытое письмо, напечатанное газетой «Асахи симбун» двумя днями позднее, в котором утверждал, что настоящее искусство несёт в себе опасность и «яд», а позицию Бунгакудза называл торгашеской. Вместе с ним ушли Тоёо Ивата, Сэйити Ясиро, Харукадзу Китами, Тадаси Окуно, Икуко Оги (яп. 荻昱子), Дзюнко Мияути (яп. 宮内順子), Цунэари Фукуда и другие; группа из Нацуко Кахары, Хираёси Аоно, Нобуо Накамуры, Ёсиэ Минами, Яцуко Танъами основала театр Гэкидан-NLT. Дочь другого сооснователя театра, Кунио Кисиды, Кёко Кисида, вместе с Цутому Ямадзаки и Хироси Акутагавой основали труппу Кумо, а Тоёо Ивата присоединился к ним в качестве советника. Всего непосредственно из-за пьесы театр покинуло 15 человек, включая Мисиму.
В конце 1963 года директор недавно созданного театра «Ниссэй» (яп. 日生劇場 ниссэй гэкидзё:) Кэйта Асари выкупил права на постановку «Кото, приносящего радость». Мисима внёс корректировки в текст, чтобы подчеркнуть антикоммунистический характер текста (Юкио крайне редко вносил изменения в свои пьесы). Постановка в итоге так и не состоялась из-за того, что композитор Тосиро Маюдзуми не успел написать сопровождение в срок.